# Acapulco (comune)
Acapulco (in nahuatl Acapolco Juárez), ufficialmente Acapulco de Juárez, è uno degli 81 comuni dello Stato messicano di Guerrero. La sua capitale è Acapulco, la città più popolosa dello Stato.

## Località
| #  | Località                        | Popolazione |
| -- | ------------------------------- | ----------- |
| 1  | Acapulco                        | 673 479     |
| 2  | Xaltianguis                     | 6 965       |
| 3  | Kilómetro 30                    | 6 301       |
| 4  | Tres Palos                      | 5 001       |
| 5  | San Pedro las Playas            | 4 292       |
| 6  | Amatillo                        | 3 298       |
| 7  | Los Órganos de Juan R. Escudero | 2 532       |
| 8  | Lomas de San Juan               | 2 377       |
| 9  | Ejido Nuevo                     | 2 372       |
| 10 | San Isidro Gallinero            | 2 347       |
| 11 | El Bejuco                       | 2 271       |
| 12 | Lomas de Chapultepec            | 2 173       |
| 13 | Texca                           | 2 107       |